# Орельяна (провінція)
Орельяна (ісп. Orellana) — одна з провінцій Еквадору. Розташована у внутрішній східній частині країни. Площа становить 22 500 км². Населення, за даними на 2010 рік, — 136 396 чол.; щільність населення — 6,06 чол./км². Адміністративний центр — місто Пуерто-Франсиско-де-Орельяна.

## Історія
Провінцію створено 30 липня 1998 року шляхом відділення території від провінції Напо.

## Адміністративний поділ

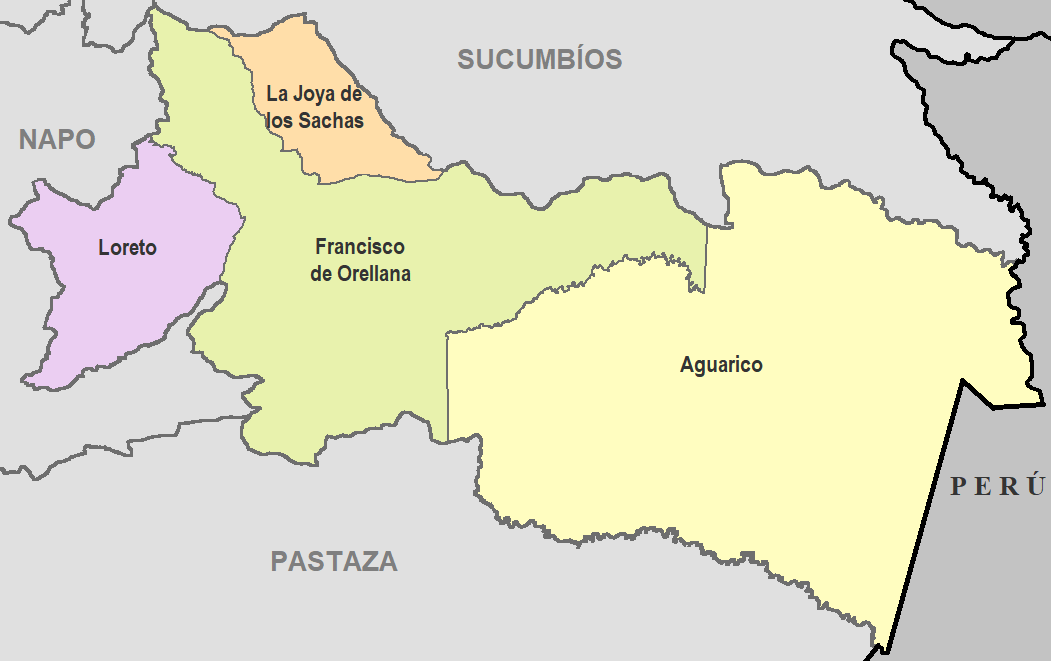
Кантони провінції Орельяна.

Адміністративно провінція поділена на 4 кантони:
| № | Прапор | Кантон                                      | Населення, чол. (2010) | Адміністративний центр                                      |
| - | ------ | ------------------------------------------- | ---------------------- | ----------------------------------------------------------- |
| 1 |        | Агуаріко (Aguarico)                         | 4 847                  | Нуево-Рокафуерте (Nuevo Rocafuerte)                         |
| 2 |        | Франсиско-де-Орельяна (Orellana)            | 72 795                 | Пуерто-Франсиско-де-Орельяна (Puerto Francisco de Orellana) |
| 3 |        | Ла-Хоя-де-лос-Сачас (La Joya de los Sachas) | 37 591                 | Ла-Хоя-де-лос-Сачас (La Joya de los Sachas)                 |
| 4 |        | Лорето (Loreto)                             | 21 163                 | Лорето (Loreto)                                             |

## Економіка
Основу економіки провінції становлять видобуток нафти та лісова промисловість, важливою частиною економіки є також туризм.